# Il mostro che sfidò il mondo
Il mostro che sfidò il mondo è un film horror fantascientifico del 1957 diretto da Arnold Laven.

## Trama
Un terremoto sottomarino libera un mollusco preistorico gigante. Gail MacKenzie cerca di avvisare la popolazione del pericolo ma non viene creduta fino a quando non vengono uccisi due ragazzini. Arrivano i paleontologi assieme ai militari che individuano l'Imperial Valley il luogo ideale per attaccare e distruggere il mostro che nel frattempo ha deposto diverse uova.

## Distribuzione
Il film è giunto in Italia per la prima volta il 18 gennaio 1958, con doppiaggio affidato alla cooperativa CDC.

## Accoglienza

### Critica
Giovanni Mongini e Davide Pulici considerano Il mostro che sfidò il mondo una delle più originali e riuscite fra le varie imitazioni "minori" di Assalto alla Terra e simili.